# الساندرو فاجیولی
الساندرو فاجیولی (انگلیسی: Alessandro Faggioli؛ زادهٔ ۲ فوریهٔ ۲۰۰۰) بازیکن فوتبال است.